# 妙法寺駅 (新潟県)
妙法寺駅（みょうほうじえき）は、新潟県長岡市村田にある、東日本旅客鉄道（JR東日本）越後線の駅である。

## 歴史
- 1913年（大正2年）5月27日：越後鉄道の村田臨時停留場（むらたりんじていりゅうじょう）として開設（出雲崎 - 与板〈現・小島谷〉間に増設）[3]。
- 1915年（大正4年）11月3日：停留場に昇格。同時に妙法寺停留場に改称[1]。
- 1916年（大正5年）9月25日：停車場（駅）に昇格[2][4]。一般駅？[4]
- 1927年（昭和2年）10月1日：越後鉄道が国有化。国有鉄道越後線所属となる[4]。
- 1962年（昭和37年）2月1日：貨物の扱いを廃止[4]。
- 1963年（昭和39年）4月1日：業務委託駅となる[5]。
- 1973年（昭和48年）12月1日：荷物の扱いを廃止[4]。駅員無配置化。[6]
- 1980年（昭和55年）12月24日：現駅舎が竣工し、竣工式を挙行[7]。
- 1987年（昭和62年）4月1日：国鉄分割民営化により、東日本旅客鉄道（JR東日本）の駅となる[4]。
- 1992年（平成4年）4月1日：簡易委託を解除し、完全無人化[8]。

## 駅構造
単式ホーム1面1線を有する地上駅である。以前は島式ホーム1面2線となっていたが、現在交換設備は撤去されている。
燕三条駅管理の無人駅となっている。自動券売機が設置されていたが撤去され、乗車駅証明書発行機に変更された。

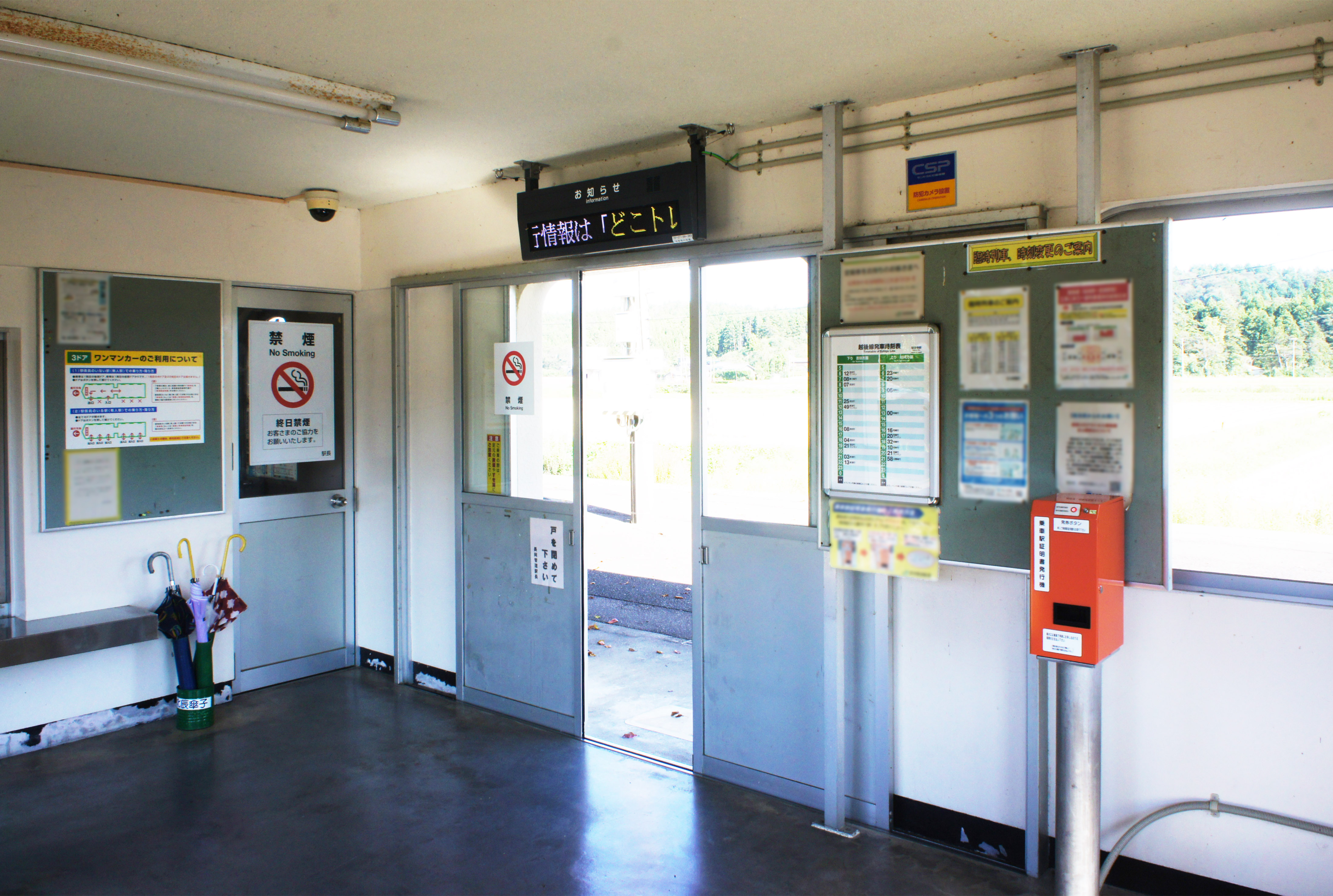
ホーム出入口（2021年9月）
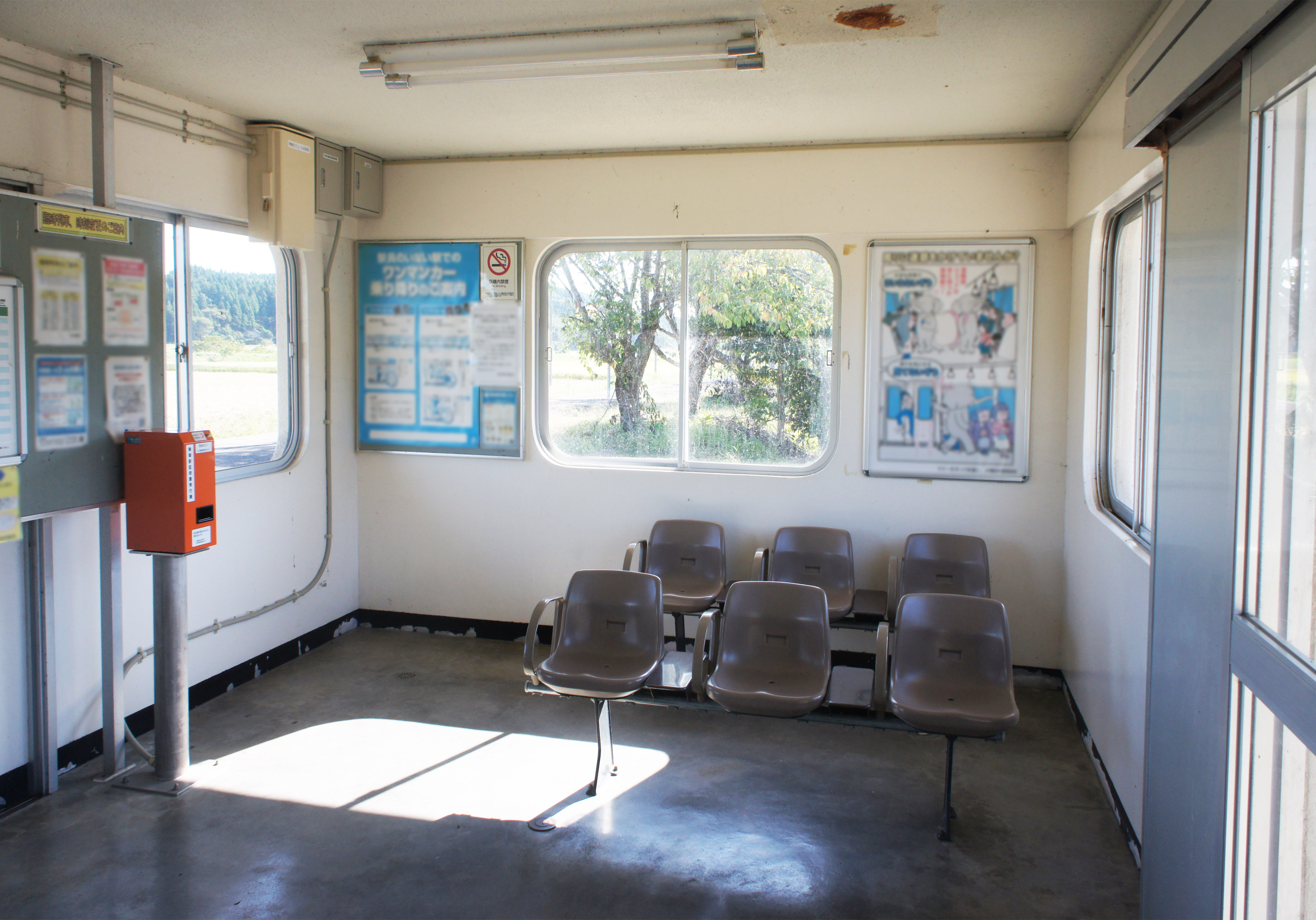
待合室（2021年9月）
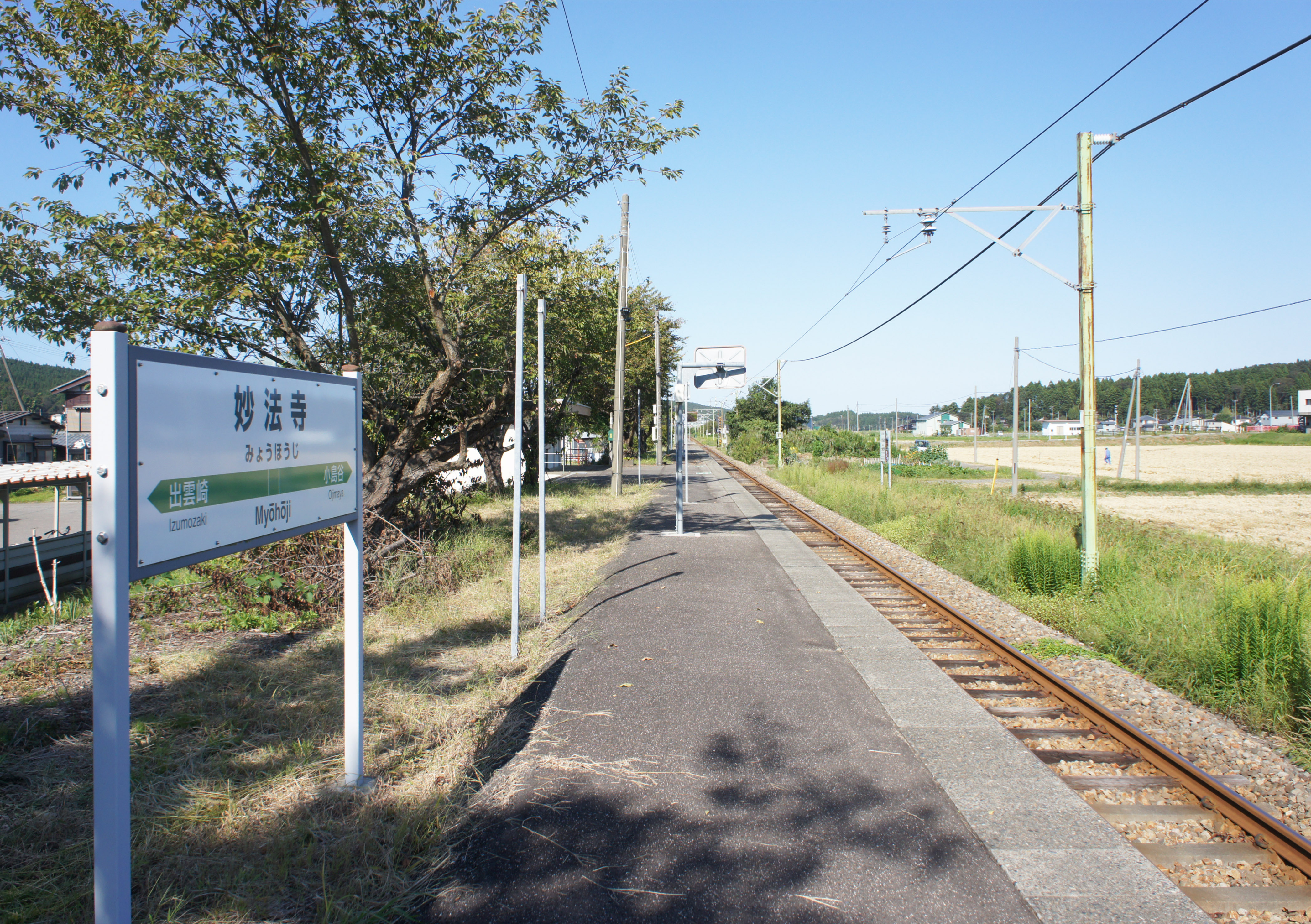
ホーム（2021年9月）

## 利用状況
「長岡市統計年鑑」によると、2009年度（平成21年度）・2010年度（平成22年度）の1日平均乗車人員は以下のとおりであった。
| 乗車人員推移       | 乗車人員推移     | 乗車人員推移 |
| 年度               | 1日平均 乗車人員 | 出典         |
| ------------------ | ---------------- | ------------ |
| 2009年（平成21年） | 40               | [ 9 ]        |
| 2010年（平成22年） | 30               | [ 10 ]       |

## 駅周辺
駅周辺は長岡市村田地区の住宅地となっている。国道116号線沿いにはコンビニエンスストアやホームセンターなどが出店している。
- 国道116号
- 村田妙法寺（日蓮宗本山）[2]
- 越後島田郵便局
- ひらせいホームセンター 和島店
- ローソン わしま店

## 隣の駅
東日本旅客鉄道（JR東日本）
■越後線
出雲崎駅 - 妙法寺駅 - 小島谷駅